# Демирель, Мухаммед
Мухаммед Али Демирель (тур. Muhammed Ali Demirel; род. 8 ноября 2002, Стамбул) — турецкий дзюдоист, чемпион Турции среди кадетов 2018 и 2019 годов, победитель и призёр этапов Кубка Европы среди кадетов 2018—2019 годов, серебряный (2019) и бронзовый (2018) призёр первенств Европы среди кадетов, победитель и призёр этапов Кубка Европы среди юниоров 2021—2022 годов, чемпион Европы среди юниоров 2022 года, бронзовый призёр первенства мира среди юниоров 2022 года, чемпион Турции среди взрослых 2021 года, серебряный призёр чемпионата Европы 2024 года, участник летних Олимпийских игр 2024 года в Париже. Выступает в полулёгкой весовой категории (до 66 кг).
На Олимпиаде в первой же схватке проиграл представителю Финляндии Луукасу Саха и выбыл из борьбы за медали.

## Семья
Мухаммед является сыном и учеником турецкого дзюдоиста, чемпиона Европы, призёра чемпионата мира, участника двух Олимпиад Бекташа Демиреля и двоюродным братом дзюдоиста Ибрахима Татароглу, который также участвовал в летней Олимпиаде 2024 года. Младший брат Ибрахим Демирель (2004) является бронзовым призёром чемпионата Турции по дзюдо среди взрослых.